# ZLM Tour (1996-2018)
Ne doit pas être confondu avec la course homonyme réservée aux professionnels
Le ZLM Tour est une course cycliste néerlandaise organisée entre 1996 et 2018. Durant son existence, elle met aux prises uniquement des coureurs espoirs (moins de 23 ans). De 2008 à 2018, elle figure au calendrier de l'UCI Coupe des Nations U23. Elle est organisée par la Fondation cycliste "Arjaan de Schipper Trofee" et se déroule en Zélande.
À sa création, la course porte le nom de Trophée Arjaan de Schipper (Arjaan de Schipper Trofee), en hommage à Arjaan de Schipper, dirigeant cycliste zélandais. En 1999, la compagnies d'assurance ZLM devient le sponsor principal, donnant son nom à la course : ZLM tour om de Arjaan de Schipper Trofee.
L'épreuve se déroule sous la forme d'une course d'un jour, à l'exception des éditions 2015 et 2016, où le format évolue pour devenir une course de trois étapes disputée en deux jours. En 2019, le ZLM Tour devait être renommé Grand Prix Arjaan de Schipper (Grote Prijs Arjaan de Schipper), en raison de l'arrêt du sponsoring des assurances ZLM. Elle est finalement annulée pour des raisons financières.

## Palmarès
| Année             | Vainqueur             | Deuxième              | Troisième                 |
| ----------------- | --------------------- | --------------------- | ------------------------- |
| Course d'un jour  |                       |                       |                           |
| 1996              | Pascal Appeldoorn     | Jeoren Lenting        | Ton Slippens              |
| 1997              | Ronald van der Tang   | Michel Zanoli         | Tommy Post                |
| 1998              | Gerben Löwik          | Coen Boerman          | Karsten Kroon             |
| 1999              | Mark ter Schure       | Daniel van Elven      | Johan Nyman               |
| 2000              | Wesley Van Speybroeck | John den Braber       | Roger Hammond             |
| 2001              | Peep Mikli            | Edwin Dunning         | Martijn Lust (nl)         |
| 2002              | Fabian Cancellara     | Geert Omloop          | Hans Dekkers              |
| 2003              | Angelo van Melis (nl) | Edwin Dunning         | Jaaron Poad               |
| 2004              | Kenny van Hummel      | Marvin van der Pluijm | Tom Veelers               |
| 2005              | Jos Pronk             | Thomas Berkhout       | Rick Flens                |
| 2006              | Klaas van Hage        | Joost van Leijen      | Stefan Huizinga           |
| 2007              | Ismaël Kip (nl)       | Arno van der Zwet     | Mike Alloo                |
| 2008              | Jacopo Guarnieri      | John Degenkolb        | Pierpaolo De Negri        |
| 2009              | Luke Rowe             | Vojtěch Hačecký       | John Degenkolb            |
| 2010              | Arman Kamyshev        | Pim Ligthart          | Blaž Jarc                 |
| 2011              | Luke Rowe             | Robin Stenuit         | Youcef Reguigui           |
| 2012              | Maxime Daniel         | Eduardo Sepúlveda     | Kenneth Vanbilsen         |
| 2013              | Yoeri Havik           | Mark Dzamastagic      | Kiril Yatsevich           |
| 2014              | Thomas Boudat         | Mads Würtz Schmidt    | Marc Sarreau              |
| Course par étapes |                       |                       |                           |
| 2015              | Søren Kragh Andersen  | Mads Pedersen         | Michael Carbel Svendgaard |
| 2016              | Amund Grøndahl Jansen | Markus Hoelgaard      | Tobias Foss               |
| Course d'un jour  |                       |                       |                           |
| 2017              | Christopher Lawless   | Jasper Philipsen      | Jérémy Lecroq             |
| 2018              | Matteo Moschetti      | Sasha Weemaes         | Max Kanter                |